# 凯司令
凯司令西点房，是一家中华老字号的上海西点品牌，以生产西饼、蛋糕而闻名，隶属于上海梅龙镇（集团）有限公司，始建于民国17年（1928年）。

## 历史

### 合伙创办
凯司令创始于1928年，最初是由三位上海西点师花费八根金条合伙开办的，三位合伙人中包括有当时上海知名的德国总会西点师凌阿毛、天津赵士林西饼店的领班。由于一位下野的军阀协助三人选定了店面，为了感谢这位军阀而取名「凯司令」，具有「感谢司令、凯旋常胜」之意。凯司令最初只是一间酒吧，进过有序的经营逐渐发展成为一家集西点、西餐、咖啡店为一体的综合型西点公司。在创办之初，凯司令的立顿柠檬下午茶已十分有名，随后由凌阿毛创新推出的栗子蛋糕，更使它享誉上海滩，栗子蛋糕也成为了凯司令的招牌西点。

### 发展

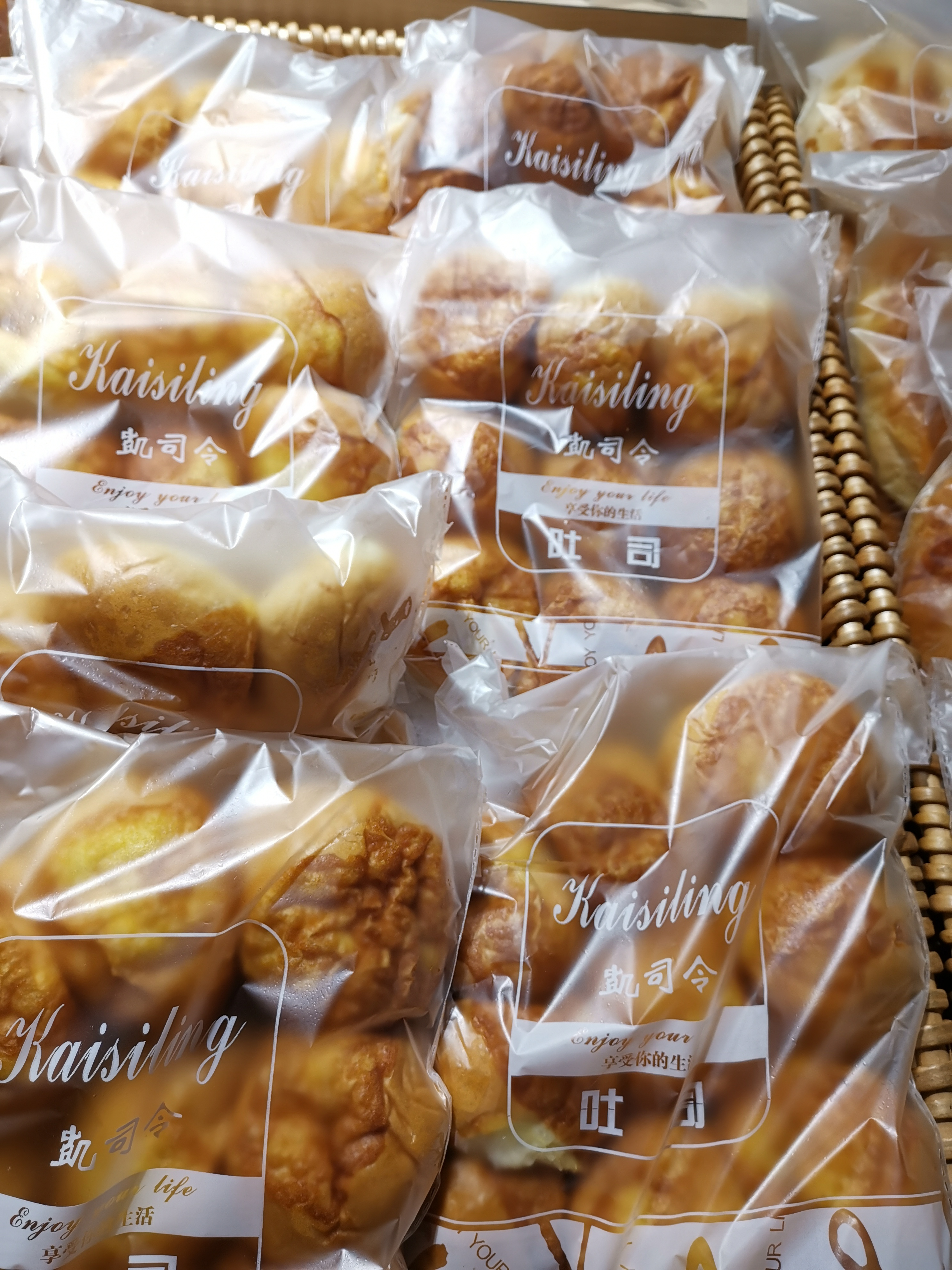
上海凯司令面包

在文化大革命时期凯司令西点房一度更名为「凯歌」，1978年恢复原名。1970至1980年代，是凯司令的又一个发展鼎盛时期，在物资相对匮乏的年代，能够品尝凯司令的西点一度成为一种身份的象征，成为「品味」与「浪漫」的代名词。
1993年，企业改制成立凯司令食品有限公司，其奶油裱花蛋糕、维纳斯精致饼干，二度被中华人民共和国商业部授予金奖。2003年，凯司令食品有限公司投资110万元人民币对总部进行了玻璃全透明的店面设计装修改革，总店为三层，底层为西饼屋、二楼为西餐厅、三楼则是咖啡吧。

## 文化影响
在现代女作家张爱玲笔下的文学作品中也多有所涉及该品牌，这家大概主要靠门市外卖，只装着寥寥几个卡位，虽然阴暗，情调毫无。靠里有个冷气玻璃柜台装着各色西点，后面一个狭小的甬道灯点得雪亮，照出里面的墙壁下半截漆成咖啡色，亮晶晶的凸凹不平；一只小冰箱旁边挂着白号衣，上面近房顶成排挂着西崽脱换下来的线呢长夹袍，估衣铺一般。也出现在了由张爱玲同名短篇小說的改编的电影《色，戒》中。在兰登书屋出版的英语版小说《色，戒》中，凯司令咖啡店被翻译为。

## 关联项目
- 上海哈尔滨食品厂
- 西番尼
- 哈斗
- 栗子蛋糕